# Megachile ceylonica
Megachile ceylonica là một loài Hymenoptera trong họ Megachilidae. Loài này được Bingham mô tả khoa học năm 1896.